# Oxytropis lehmanni
Oxytropis lehmanni är en ärtväxtart som beskrevs av Aleksandr Andrejevitj Bunge. Oxytropis lehmanni ingår i släktet klovedlar, och familjen ärtväxter. Inga underarter finns listade i Catalogue of Life.